# Planá nad Lužnicí
Planá nad Lužnicí (in tedesco Plan an der Lainsitz) è una città della Repubblica Ceca facente parte del distretto di Tábor, in Boemia Meridionale.